# 고압 수용기
고압 수용기(high pressure receptor) 또는 고압 압력수용기(high pressure baroreceptor)는 대동맥궁과 경동맥동 내에서 발견되는 압력수용체이다. 그들은 60 mmHg 이상의 혈압에만 민감하다.
이들 수용체가 활성화되면 혈압 강하 반응이 유발된다. 이는 심박수를 감소시키고 전반적인 혈관 확장을 유발한다. 동맥 혈압의 증가는 심장에 대한 미주 신경 활동의 증가를 반사적으로 유도한다(즉, 결과적으로 심박수가 감소함).
압수용체로부터 나오는 구심성 신경을 완충 신경(buffer nerve)이라고 한다.

## 같이 보기
- 압력 수용기
- 저압 수용기
- 베인브리지 반사